# Акхит
Акхит (угарит. 'aqht) — герой угаритского мифо-эпического цикла, охотник, богоборец.

## Источники

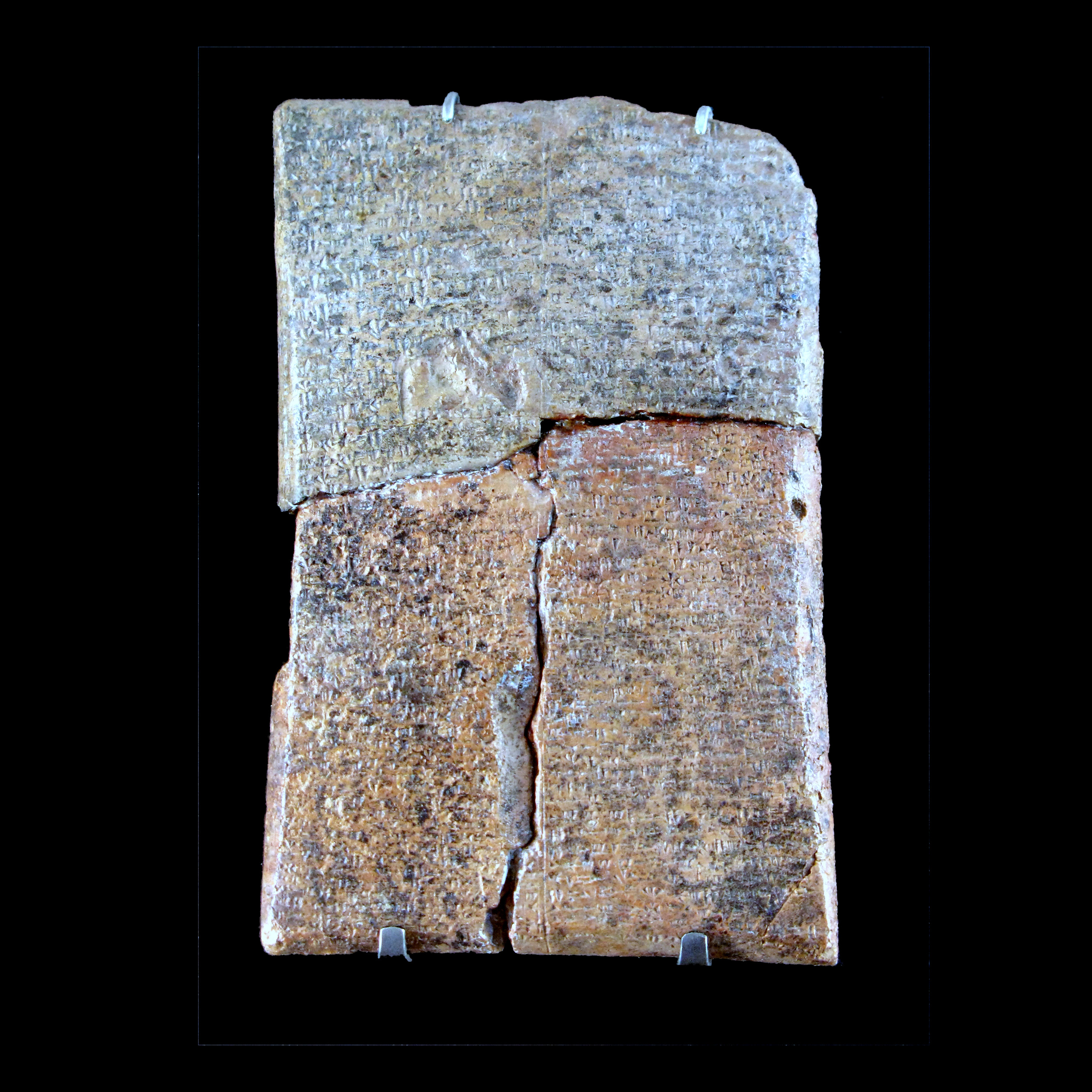

## Предание
У справедливейшего царя Данниилу не было наследника. Шесть дней он молил богов, чтобы дали они ему сына. На седьмой день явился к нему Балу и передал, что отец его, бог Илу, выполнит просьбу правителя. Так и произошло: в назначенное время у Данниилу родился сын, названный Акхитом. Когда мальчик возмужал, бог-оружейник Пригожий-и-Мудрый создал для Акхита охотничий лук. Этим-то луком и пожелала овладеть богиня Анату. Вначале она предлагала Акхиту за лук серебро и золото. Не получив согласия, предложила бессмертие. Но Акхит отказался от этого дара, сказав, что его постигнет та же участь, что и всех людей: «[и, как] умирает каждый, я умру, и я умереть умру!». Рассердилась тогда Анату и угрозами заставила Илу разрешить ей расправиться с Акхитом. Вместе с Йатпану наслала она на Акхита стаю орлов, которые растерзали его. На семь лет после этого погрузилась земля в траур — страшную засуху вызвал проклятием своим Данниилу. По просьбе Данниилу, Балу ломает орлам крылья. Данниилу вспарывает им животы, но только во чреве матери орлов Цамалу находит мясо и кости сына. Балу обратно возвращает орлам крылья, и они улетают. Данниилу же, как положено, оплакивает и хоронит Акхита. Дочь его и сестра Акхита Пугату находит Йатпану, дабы отомстить за брата. Что было дальше — в найденных записях не сохранилось.

## Происхождение образа
В образе Акхита можно обнаружить черты земледельческого мифа об умирающем и воскресающем боге. Более древний слой указывает на первобытные обряды инициации. Историческая основа не ясна и прослеживается лишь в связи с отцом Акхита Данниилу.

## Даниил у Иезекииля
В книге пророка Иезекииля упоминается Даниил (Иез. 14:14, 20, 28:3). Некоторые учёные связывают этого Даниила, с Данниилу из этой поэмы.

## Героика образа в общемировом контексте
Затронутый в поэме «Об Акхите» вопрос о жизни и смерти находит свои параллели в таких образцах древней литературы как «Эпос о Гильгамеше», «Песнь Арфиста», «Книга Экклезиаста», «Одиссея» Гомера. Угаритский эпос даёт ответ через превалирование морального императива над бренностью земного существования. Отказ Акхита от бессмертия — «подвиг, обусловленный желанием героя следовать нравственно-этическим нормам общества и велениям существующего миропорядка». Сам «герой расценивает предложение 'Анату как „оковы“, то есть попытку обманным путём лишить его свободы».

## В искусстве
• Адра, Фред. Слепая зона. Призраки. — М.: Издательство АСТ, 2019. — 544 с. — ISBN 978-5-17-117561-0.